# Eishockey-Nationalliga (Österreich) 1949/50
Die Saison 1949/50 war die zweite Spielzeit der Nationalliga und die insgesamt 20. österreichische Eishockey-Meisterschaft des ÖEHV. Österreichischer Meister wurde die Wiener Eissportgemeinschaft durch einen Finalerfolg mit 13:9 Toren über den Klagenfurter AC.

## Modus und Teilnehmer

### Modus
Die Nationalliga wurde wie im Vorjahr in zwei Gruppen mit je vier Mannschaften ausgetragen. Die beiden Gruppensieger spielten in Hin- und Rückspiel den österreichischen Meister aus. Die Letztplatzierten beider Gruppen steigen in die ihrem Standort entsprechende Liga ab. Die vier Gruppensieger der Liga stiegen direkt in die Nationalliga auf, die um zwei Mannschaften aufgestockt wurde.

### Teilnehmer
Die Mannschaften wurden wie folgt eingeteilt:
| Gruppe A - Wiener Eissportgemeinschaft - Innsbrucker Eislaufverein - EK Kitzbühel - Union-SC Salzburg (Aufsteiger) | Gruppe B - EK Engelmann - SV Leoben - Klagenfurter AC - Villacher SV (Aufsteiger) |

## Gruppe A

### Spiele
| 21. Januar 1950 | Innsbrucker EV | 7:2 (3:0, 4:0, 0:2) Spielbericht | EC Kitzbühel | Innsbruck |

| 22. Januar 1950 | EC Kitzbühel | 0:5 Spielbericht | Innsbrucker EV | Kitzbühel |

| 23. Januar 1950 20:00 Uhr | Union-Schlittschuhklub Salzburg Brugger I (2) Proft Bauer | 4:4 (2:2, 1:0, 1:2) Spielbericht | WEG Walter (2) Jonak Specht | Eislaufplatz im Nonntal, Salzburg Zuschauer: etwa 1500 |

| 24. Januar 1950 20:00 Uhr | WEG Specht (6) Walter (3) Penitz Demmer Wurmbrand Stanek | 13:4 (4:0, 4:2, 5:2) Spielbericht | Union-Schlittschuhklub Salzburg Proft Rida Bauer Brugger | Eislaufplatz im Nonntal, Salzburg Zuschauer: 1500 |

| 26. Januar 1950 | Innsbrucker EV Schmidt, Hasler, Spielmann | 3:5 (1:1, 1:1, 1:3) Spielbericht | WEG Specht, Kurz, Jonak, Demmer, Walter | Innsbruck |

| 26. Januar 1950 | EC Kitzbühel Salvenmoser | 1:3 (0:0, 0:2, 1:1) Spielbericht | Union-Schlittschuhklub Salzburg Blazejowsky, Bauer, Brugger II | Kitzbühel Zuschauer: 1200 |

| 27. Januar 1950 | Innsbrucker EV Schmied (2) | 2:6 (0:2, 0:2, 2:2) Spielbericht | WEG Rudolf Wurmbrand (2) August Specht (2) Friedrich Walter Willibald Stanek |  |

| 30. Januar 1950 20:00 Uhr | Union-Schlittschuhklub Salzburg Schmidt (3) Pohl (3) Uschatzky, Spielmann, Proft. | 1:9 (0:5, 0:2, 1:2) Spielbericht | Innsbrucker EV Eigentor | Union-Platz, Salzburg Zuschauer: 1200 |

| 2. Februar 1950 20:00 Uhr | Union-Schlittschuhklub Salzburg Schirmer, Bauer, Blazejovsky | 3:4 (0:2, 1:1, 2:1) Spielbericht | EC Kitzbühel Mair, Staudinger, Küchl, Silberberger | Nonntal, Salzburg Zuschauer: 500 |

| 4. Februar 1950 | WEG | 5:0 Wertung | EC Kitzbühel |  |

| 5. Februar 1950 | WEG | 5:0 Wertung | EC Kitzbühel |  |

|  | Union-Schlittschuhklub Salzburg | 0:5 Wertung | Innsbrucker EV |  |

### Tabelle
| Pl. |                                 | Sp | S | U | N | Tore  | Punkte |
| 1.  | Wiener Eissportgemeinschaft     | 6  | 5 | 1 | 0 | 38:13 | 11:01  |
| 2.  | Innsbrucker EV                  | 6  | 4 | 0 | 2 | 27:14 | 08:04  |
| 3.  | Union-Schlittschuhklub Salzburg | 6  | 1 | 1 | 4 | 15:32 | 03:09  |
| 4.  | EK Kitzbühel                    | 6  | 1 | 0 | 5 | 07:28 | 02:10  |

## Gruppe B

### Spiele
| 27. Dezember 1949 | EC KAC Springer (3), Gosnik, Egger, Wagner, Tschinkl | 7:2 (2:0, 3:2, 2:0) Spielbericht | SV Leoben Holzer, Seidl | Eisstadion, Klagenfurt Zuschauer: 2000 |

| 5. Januar 1950 | EC KAC | 7:2 (3:0, 3:0, 1:2) | Villacher SV |  |

| 12. Januar 1950 20:00 Uhr | EC KAC Wagner 3, G.Springer 2, M.Schneider 2, H.Springer, Gosnik | 9:1 (5:0, 1:0, 3:1) | EK Engelmann Wien Dürrmayer |  |

| 7. Januar 1950 | SV Leoben Seidler (4), Becker, Holzer. | 6:4 (0:3, 2:0, 4:1) Spielbericht | EK Engelmann Wien Hafner, Schneider, Proksch, Schneider |  |

| 8. Januar 1950 | SV Leoben | 4:4 (0:2, 1:2, 3:0) Spielbericht | EK Engelmann Wien | Zuschauer: 800 |

| 14. Januar 1950 20:00 Uhr | Villacher SV | 4:2 (2:1, 2:1, 2:0) Spielbericht | SV Leoben | Lind-Stadion, Villach |

| 15. Januar 1950 | Villacher SV | 0:5 bei 1:1 abgebrochen, Wertung Spielbericht | EC KAC | Lind-Stadion, Villach |

| 26. Januar 1950 | Villacher SV Käfer 2, Hofbauer 2, Kanzi 2 | 6:2 (3:1, 0:1, 3:0) | EK Engelmann Wien Jakubowitsch, Böhm |  |

| 27. Januar 1950 | SV Leoben | 3:1 | EC KAC |  |

| 27. Januar 1950 | Villacher SV | 7:3 | EK Engelmann Wien |  |

| 3. Februar 1950 | SV Leoben | 16:10 (3:6, 7:1, 6:3) | Villacher SV |  |

|  | EK Engelmann | nicht ausgetragen | Klagenfurter AC |  |

### Tabelle
Quelle: Volkswille
| Pl. |                   | Sp | S | U | N | Tore  | Punkte |
| 1.  | EC KAC            | 5  | 4 | 0 | 1 | 29:08 | 8:2    |
| 2.  | SV Leoben         | 6  | 3 | 1 | 2 | 38:26 | 7:5    |
| 3.  | Villacher SV      | 6  | 3 | 0 | 3 | 30:35 | 6:6    |
| 4.  | EK Engelmann Wien | 5  | 0 | 1 | 4 | 14:32 | 1:5    |

Gruppensieger Abstieg

## Finale
| 19. Februar 1950 | Klagenfurter AC Wagner (4) Gosnik (2) Springer (2) Schneider | 9:4 (0:1, 3:2, 6:1) Spielbericht | WEG Walter Stanek Wurmbrand | Eisstadion, Klagenfurt Zuschauer: 2500 |

| 23. Februar 1950 | WEG Specht Kurz Walter Penitz F. Csöngei Specht Kurz Wurmbrand | 9:0 (3:0, 4:0, 2:0) Spielbericht | Klagenfurter AC | Heumarkt, Wien Zuschauer: 2000 |

Die Wiener Eissportgemeinschaft gewann damit die österreichische Meisterschaft aufgrund des Torverhältnisses (13:9). Aufgrund eines Protestes des KAC wurde der Meistertitel erst im November 1950 der WEG zugesprochen.

### Meisterkader
| Österreichischer Meister Wiener Eissportgemeinschaft | Tesar, Talsky – Friedrich Demmer, Willibald Stanek, Penitz, Franz Csöngei – Friedrich Walter, Rudolf Wurmbrand, August Specht; Kurz, Jonak, Penitz, Hostitzky, Kresak |
| Vizemeister Klagenfurter AC                          | Robert Nusser – Max Schneider, Egger; Emmerich Nusser, Zollner – Gerdi Springer, Wagner, Wolfgang Gosnik; Tschinkl, Helmut Springer, Novak                            |